# Blaaskwintet (Kokkonen)
Joonas Kokkonen werkte aan zijn enige Blaaskwintet van mei 1971 tot aan mei 1973.
Kokkonens muzikale stijl veranderde gedurende zijn leven veelvuldig. Er was eerst een periode dat hij zich hield aan de stijl die hem gedurende zijn opleiding was ingegeven. Vervolgens verdiepte hij zich in de dodecafonie om daarna weer terug te keren naar een behoudender stijl. Zijn blaaskwintet voor dwarsfluit, hobo, klarinet, hoorn en fagot behoort tot die laatste periode. Zijn blaaskwintet kwam tot stand, toen Kokkonen bezig was met wat zijn belangrijkste werk zou worden, zijn opera The last temptation. Hij gebruikte het blaaskwintet als  muzikaal oefenmateriaal, dat was tevens de reden, dat de componeertermijn flink uitliep. Kokkonen paste het werk steeds aan. Het Helsinki Kwintet nam het in 1974 al op, maar toen had Den Norske Blåsekvintett op wiens verzoek het werk geschreven was, het nog niet publiekelijk gespeeld. De officiële première vond plaats op 15 april 1975. De genoemde opera zou vijf maanden later in première gaan.
Het blaaskwintet is vooral in Finland enigszins populair, buiten Finland is Kokkonen minder bekend. Toch werd dit kwintet uitgegeven door G. Schirmer, muziekuitgeverij in New York.
Het kwintet kent vier delen:
1. Andante
2. Allegro vivace
3. Moderato quasi allegretto
4. Allegro